# La niña de Luzmela
La niña de Luzmela és una pel·lícula melodramàtica espanyola, plena de tòpics i cops d'efecte, dirigida per Ricardo Gascón i Ferré amb un guió basat en la novel·la homònima de Concha Espina i protagonitzada per Modesto Cid i Irene Caba Alba. Fou estrenada als cinemes Fantasio i París de Barcelona el 4 de novembre de 1949.

## Sinopsi
Un ric hisendat que viu a les muntanyes de Cantàbria després d'haver rodat món té una filla secreta que presenta en societat com si fos una òrfena que ha trobat. Passats els anys, i quan està a punt de morir, li confessa la veritat al seu metge i decideix que la nena vagi a viure amb la seva germana Regina amb la condició que la curi fins que sigui major d'edat i pugui heretar els seus bens. Però aquesta és una dona egoista i despietada que farà la vida impossible a la petita.

## Repartiment
- Emilia Baró
- Olga Batalla
- Irene Caba Alba
- Modesto Cid
- Alfonso Estela
- Osvaldo Genazzani
- Antonio Martí
- Laly Monty
- María Rosa Salgado
- Fernando Sancho
- Juana Soler
- José Suárez
- Juan Valero
- Juan Velilla

## Premis
La pel·lícula va aconseguir un premi econòmic de 350.000 ptes, als premis del Sindicat Nacional de l'Espectacle de 1949.